# Iwona Lubowska
Iwona Barbara Lubowska z domu Jarek (ur. 21 kwietnia 1941 w Bełżcu) – polska nauczycielka, działaczka komunistyczna, posłanka na Sejm X kadencji.

## Życiorys
W 1965 ukończyła studia na Wydziale Filologii Klasycznej Uniwersytetu Warszawskiego, uzyskując tytuł zawodowy magistra filologii klasycznej. W 1974 ukończyła studia podyplomowe z zakresu filozofii, socjologii i nauk politycznych na Uniwersytecie Śląskim. W 1964 rozpoczęła pracę w Bibliotece Narodowej w Warszawie, później zatrudniona jako nauczycielka w Zespole Szkół Zawodowych nr 3 w Bielsku-Białej i Liceum Ogólnokształcącym im. Mikołaja Kopernika. Od 1980 do przejścia na emeryturę w 2006 była dyrektorką II Liceum im. Adama Asnyka w Bielsku-Białej. Po zakończeniu pracy w II LO została powołana na stanowisko dyrektorki Pierwszego Prywatnego Liceum i Gimnazjum Ogólnokształcącego o Profilu Artystycznym im. Stanisława Wyspiańskiego w Bielsku-Białej.
Od 1970 należała do Polskiej Zjednoczonej Partii Robotniczej, wchodziła w skład egzekutywy komitetu miejskiego PZPR w Bielsku-Białej. Na X zjeździe partii w lipcu 1986 weszła w skład Komitetu Centralnego PZPR. Była także przewodniczącą rady miejskiej PRON w Bielsku Białej. W grudniu 1988 z inicjatywy Wojciecha Jaruzelskiego powołano ją w skład Biura Politycznego Komitetu Centralnego partii. W 1989 została posłanką na Sejm kontraktowy z okręgu ostrowieckiego. Na koniec kadencji należała do Parlamentarnego Klubu Lewicy Demokratycznej, zasiadała w Komisji Edukacji, Nauki i Postępu Technicznego. Po zakończeniu kadencji wycofała się z polityki.
Działaczka Towarzystwa Przyjaciół II LO w Bielsku-Białej i Związku Nauczycielstwa Polskiego.

## Odznaczenia
- Krzyż Kawalerski Orderu Odrodzenia Polski (2004)[3]
- Złoty Krzyż Zasługi (1987)
- Medal 40-lecia Polski Ludowej (1984)[4]